# Sant Pol de Mar (kommun)
Sant Pol de Mar är en kommun i Spanien.   Den ligger i provinsen Província de Barcelona och regionen Katalonien, i den östra delen av landet, 500 km öster om huvudstaden Madrid. Antalet invånare är 5 073. Arean är 7,5 kvadratkilometer. Sant Pol de Mar gränsar till Sant Cebria de Vallalta, Calella och Canet de Mar. 
Terrängen i Sant Pol de Mar är lite kuperad.